# GME 13
Die normalspurige Tenderlokomotive 13 der Georgsmarienhütte-Eisenbahn war eine laufachslose Dampflokomotive für den Industriebetrieb, sie entstand bei Hanomag um 1913. Die Lok stand bis 1966 in Betrieb.

## Geschichte
Durch ständig steigende Zuglasten bei den Erztransporten und der Fertigteilproduktion für die Georgsmarienhütte reichten die vorhandenen Lokomotiven, deren stärkste eine um 1904 beschaffte vierachsige Lokomotive von Borsig war, nicht mehr aus. 1913 wurde daher eine fünfachsige Lokomotive gekauft, sie war für eine Geschwindigkeit von 40 km/h zugelassen. Die Abnahme fand am 23. Januar 1914 bei Hanomag statt.
Die Lokomotive wurde im schweren Verschiebe- und Güterzugdienst eingesetzt und fuhr auch Personenzüge auf der Strecke Georgsmarienhütte–Hasbergen. Ihr Unterhalt erfolgte in der Waggonfabrik der Georgsmarienhütte. 1927 wurde ein neuer Kessel in Auftrag gegeben, der von Mannesmann gefertigt und 1930 eingebaut wurde. 1936 wurde er wieder ausgebaut und für die Lokomotive GME 14 verwendet, die von der Werkstatt der Georgsmarienhütte in Eigenbau gefertigt wurde.
Die GME 13 überstand beide Weltkriege und wurde in den 1960er Jahren durch die Lieferung von Diesellokomotiven abgelöst. Sie wurde Anfang 1966 ausgemustert und bald danach verschrottet.

## Konstruktion
Die Zweizylinderlokomotive für Nassdampf hatte ab Werk eine indirekte Bremse von Knorr. Die Teile der Lokomotive entsprachen den Festlegungen der deutschen Lokomotivbau-Vereinigung.
Der Kessel war glatt ausgeführt. Die Aufbauten waren ein mittig angeordneter Dampf- sowie zwei runde Sandbehälter. Per Handsandstreuer wurden die erste Achse von vorn und die vierte von hinten gesandet. Die Dampfmaschine wurde mit Flachschieber gesteuert. Vor dem Führerhaus war ein Sicherheitsventil Bauart Ramsbotton vorhanden.
Der Blechrahmen der Lokomotive wurde als Wasserkastenrahmen verwendet. Er lag mit seinem Inhalt über den ersten drei Achsen, reichte tief in den Rahmen hinab und ermöglichte das Fassungsvermögen von 7 m³ Wasser. Dazu waren T-förmige von der ersten bis zur vierten Achse reichende seitliche Zusatzbehälter bis zum Umlaufblech vorhanden. Im Laufwerk waren die vordere und hintere Achse seitenverschiebbar ausgeführt. Das Triebwerk wirkte über eine Heusinger-Steuerung auf die mittlere Kuppelachse. Der Kreuzkopf wurde einschienig auf der Gleitbahn geführt. Zur Ausrüstung gehörte eine Schmierpumpe Bauart Friedmann. Die Lok besaß eine Dampfläutewerk Bauart Latowski sowie eine Dampfpfeife auf dem Dach. Später wurden eine elektrische Beleuchtung sowie ein Turbogenerator nachgerüstet.